# Slasher
Slasher (angl. název, výsl. Slæšr) je podžánr hororu, kde hlavní antagonistickou roli představuje psychopatický masový vrah, jehož oběťmi jsou většinou teenageři, kteří jsou postupně povražďováni. Masových vrahů v takovýchto filmech bývá také často více než pouhý jeden.
Filmy o skutečných sériových vrazích, v nichž je často zobrazena část jejich života včetně zločinů, se však mezi slashery neřadí.

## Od začátku až po konec
Slasher obvykle začíná vraždou jedné nebo více osob. Vrahem je psychopat, často maskovaný (série Vřískot, Halloween, Pátek třináctého). Do této kategorie velice dobře zapadá i série Noční můra v Elm Street, avšak jestli tato série je slasherová, je sporné. Ke konci přežije obvykle vždy jen málopočetná skupina lidí či pouze jedna osoba a vrah je zničen nebo se zničen být zdá a později uprchne či jakkoliv překvapí.

## Příklady

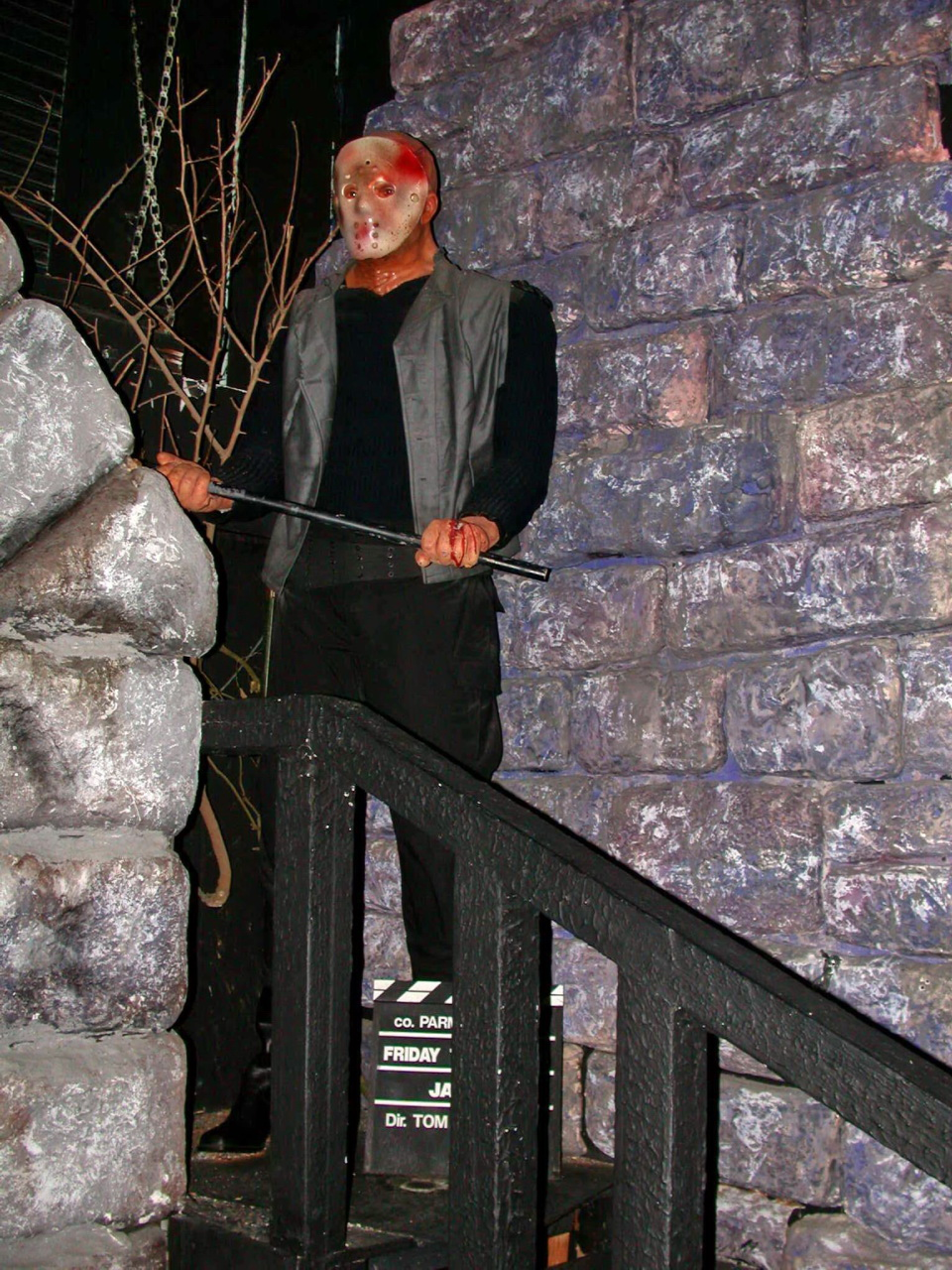
Masový vrah Jason Voorhees ze série Pátek třináctého

### Film
- Na lince je vrah
- Bazén
- Dům voskových figurín
- Hory zalité krví
- Krvavý Valentýn
- Boogeyman 2
- Ďábelský Santa
- Halloween

### Série
- série Halloween
- série Pátek třináctého
- série Vřískot
- série Noční můra v Elm Street
- Texaský masakr motorovou pilou
- série Psycho